# Leon (cantor)
Leon (nascido Jürgen Göbel, Lippetal, Renânia do Norte-Vestfália, 4 de abril de 1969) é um cantor alemão, mais conhecido por ter representado a Alemanha no Festival Eurovisão da Canção 1996, com a canção "Planet of Blue", onde foi controversamente eliminado na pré-seleção para a final do Festival Eurovisão da Canção desse mesmo ano.

## Eurovisão 1996
Leon fez parte da seleção nacional alemã para representar o seu país no Festival Eurovisão da Canção com a canção "Planet of Blue". Participaram 29 países (sem contar com a afintrião, Noruega), e decidiu-se fazer uma pré-seleção não televisionada para escolher os 23 finalistas, de onde a Alemanha não fez parte. A inesperada eliminação da Alemanha (e de outros países), fez com que este exigisse explicações à União Europeia de Radiodifusão (EBU) face à situação polémica, o que levou a que algum tempo depois, essa entidade criasse o também controverso "Big Four" ou "Big Five" (com a inclusão da Itália em 2011), composto pelos países que contribuem mais financeiramente para a realização do certame, portanto, Alemanha, Reino Unido, Espanha, França e, desde 2011, Itália. Com isso, a quota foi garantida na celebração final desses países.
Sem perder a esperança, Leon voltou a participar da seleção alemã para Festival Eurovisão da Canção 1997 com a canção "Schein (meine kleine Taschenlampe)", com o qual ele terminou em 2º lugar. Actualmente, Leon segue trabalhando e produzindo material discográfico.

## Discografia

### Singles
- 1996: "Planet of Blue"
- 1996: "Loving You"
- 1996: "Follow Your Heart"
- 1997: "Schein (meine kleine Taschenlampe)"
- 1998: "Hast du Ihn geküsst"
- 1998: "Bloss so'n Flirt"
- 1999: "Mayday Mayday"
- 2001: "Donde vas"
- 2004: "Mi amor"
- 2005: "C'est passeé"
- 2006: "Den Mond berühren"
- 2007: "Schau in mein Herz"
- 2008: "Soleil Bonjour"
- 2009: "C'est fini, ma chérie"

### Álbuns de estúdio
- 1996: Leon
- 1998: Einfach verknallt